# Antestor
Antestor je norská metalová hudební skupina z Jessheimu založená v roce 1989 pod názvem Crush Evil, v roce 1993 se přejmenovala. Z hudebního hlediska hraje tzv. extrémní metal (zprvu death/doom, později melodický black metal), z hlediska obsahu textů se jedná o křesťanský black metal neboli unblack metal. Díky tomu čelila v 90. letech 20. století nevybíravým komentářům členů některých ortodoxních norských black metalových kapel.

## Diskografie
Dema
- The Defeat of Satan (1991) – pod názvem kapely Crush Evil
- Despair (1993)
- Kongsblod (1997) – demo verze alba The Return of the Black Death

Studiová alba
- The Return of the Black Death (1998)
- Martyrium (2000) – nahráno již v roce 1994, oficiálně vydáno až v r. 2000
- The Forsaken (2005)
- Omen (2012)

EP
- Det tapte liv (2004)

Kompilační alba
- The Defeat of Satan (2003) – CD vydání zremasterovaných demonahrávek The Defeat of Satan (1991) a Despair (1993)
- Northern Lights (1996) – CD kompilace australské firmy Rowe Productions společně s kapelami Schaliah, Groms a Extol
- Come Armageddon (2003) – společně s vícero kapelami, CD kompilace byla vydána k příležitosti pátého výročí Endtime Productions

Promo nahrávky
- TBA (2004) – promo CD Endtime Productions obsahuje EP Det tapte liv (2004) a album The Forsaken (2005)